# Phlattothrata flagellata
Phlattothrata flagellata là một loài nhện trong họ Linyphiidae.
Loài này thuộc chi Phlattothrata. Phlattothrata flagellata được James Henry Emerton miêu tả năm 1911.